# Радио (катодный) гармониум
Радио (Катодный) Гармониум — трехголосный полифонический электронно-ламповый инструмент с клавиатурой, для исполнения атональной музыки. Был разработан физиком Сергеем Николаевичем Ржевкиным в 1925 году. Является одним из первых электронных музыкальных инструментов советского периода, наряду с такими инструментами, как терменвокс, виолена, сонар и т. п. Использовался также философом Иваном Орловым для исследования слуховых феноменов.